# Cerrah Mehmed Pacha
Cerrah Mehmed Pacha, mort en janvier 1604 à Constantinople, est un homme d'état ottoman qui fut grand vizir de l'Empire Ottoman de 1598 à 1599 sous le règne du sultan Mehmed III.
Mehmed Pasha était le chef des services de santé du palais avant de devenir grand vizir, d'où son surnom cerrah (chirurgien). Le quartier d'Istanbul Cerrahpaşa Fatih et l'une des deux facultés de médecines de l'Université d'Istanbul, Cerrahpaşa Tıp Fakültesi (tr) (l'autre étant İstanbul Tıp Fakültesi (tr)) portent actuellement son nom.